# 일함 알리예프
일함 헤이다르 오글루 알리예프(아제르바이잔어: İlham Heydər oğlu Əliyev 일함 헤이대르 오글루 앨리예프, IPA: [ilˈhɑm hejˈdæɾ oɣˈlu æˈlijev], 러시아어: Ильха́м Гейда́р оглы́ (Гейда́рович) Али́ев 일함 게이다르 오글리(게이다로비치) 알리예프[*], 문화어: 일함 알리예브, 1961년 12월 24일 ~ )는 아제르바이잔의 제4대 대통령이다. 제3대 아제르바이잔 대통령 헤이다르 알리예프의 아들이기도 하다. 아버지인 헤이다르가 대통령직에서 물러난 후 진행된 2003년 10월 아제르바이잔 대통령 선거에 당선됐다.
알리예프 정권 치하의 아제르바이잔에선 공정하지 못한 선거, 권력의 사유화, 만연한 부패, 심각한 인권 침해가 일어나고 있다. 한편, 일함 알리예프 집권 기간 동안에도 계속해서 산발적으로 이어져온 나고르노카라바흐 분쟁은 2020년에 전면전으로 번지면서 휴전 협정이라는 결말을 맞았다. 휴전 협정의 결과로 아제르바이잔은 제1차 나고르노카라바흐 전쟁 기간에 수립된 괴뢰국 아르차흐 공화국 영토 대부분의 실효 지배권을 되찾았다.

## 생애

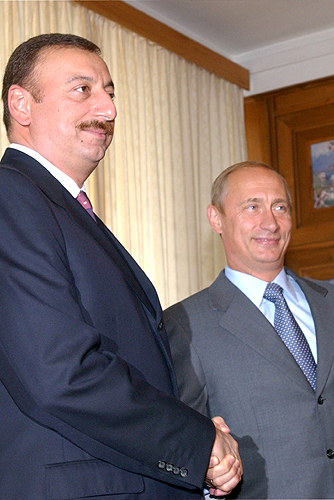
2003년 당시 총리로 재직시절에 블라디미르 푸틴 대통령과 만나는 모습

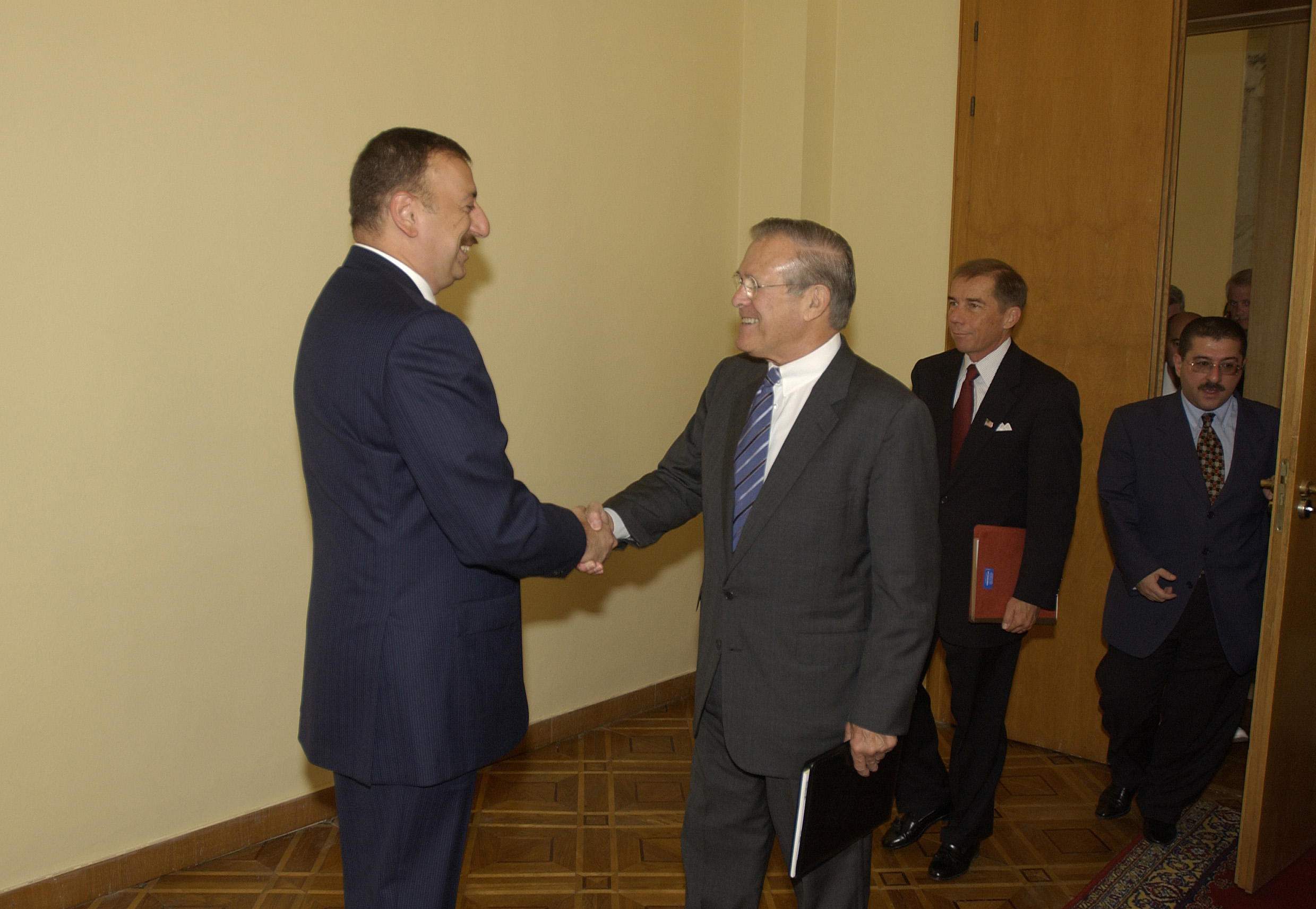
2004년 당시 미국 도널드 럼즈펠드 국방부 장관과 만나는 알리예프 대통령

1977년에 국립 모스크바 국제 관계 대학교에 입학하였으며, 1982년에 대학원생이 되어 학업을 지속하였다. 1985년에 역사학 전공으로 Ph.D를 받았다. 1985년부터 1990년까지 국립 모스크바 국제 관계 대학교에서 강의를 하였다.

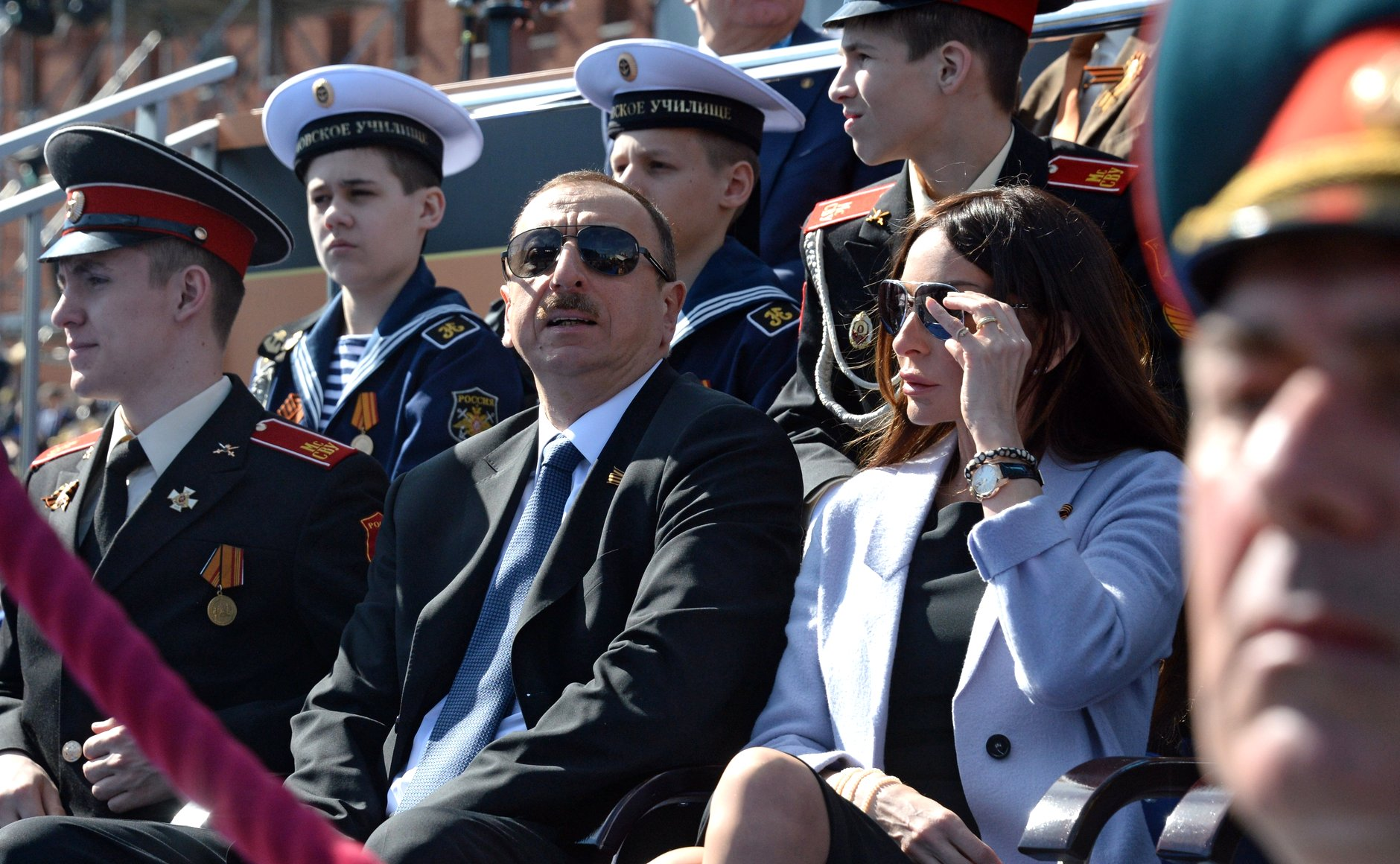
2015년 러시아 전승기념일 군사퍼레이드 참석한 알리예프 부부

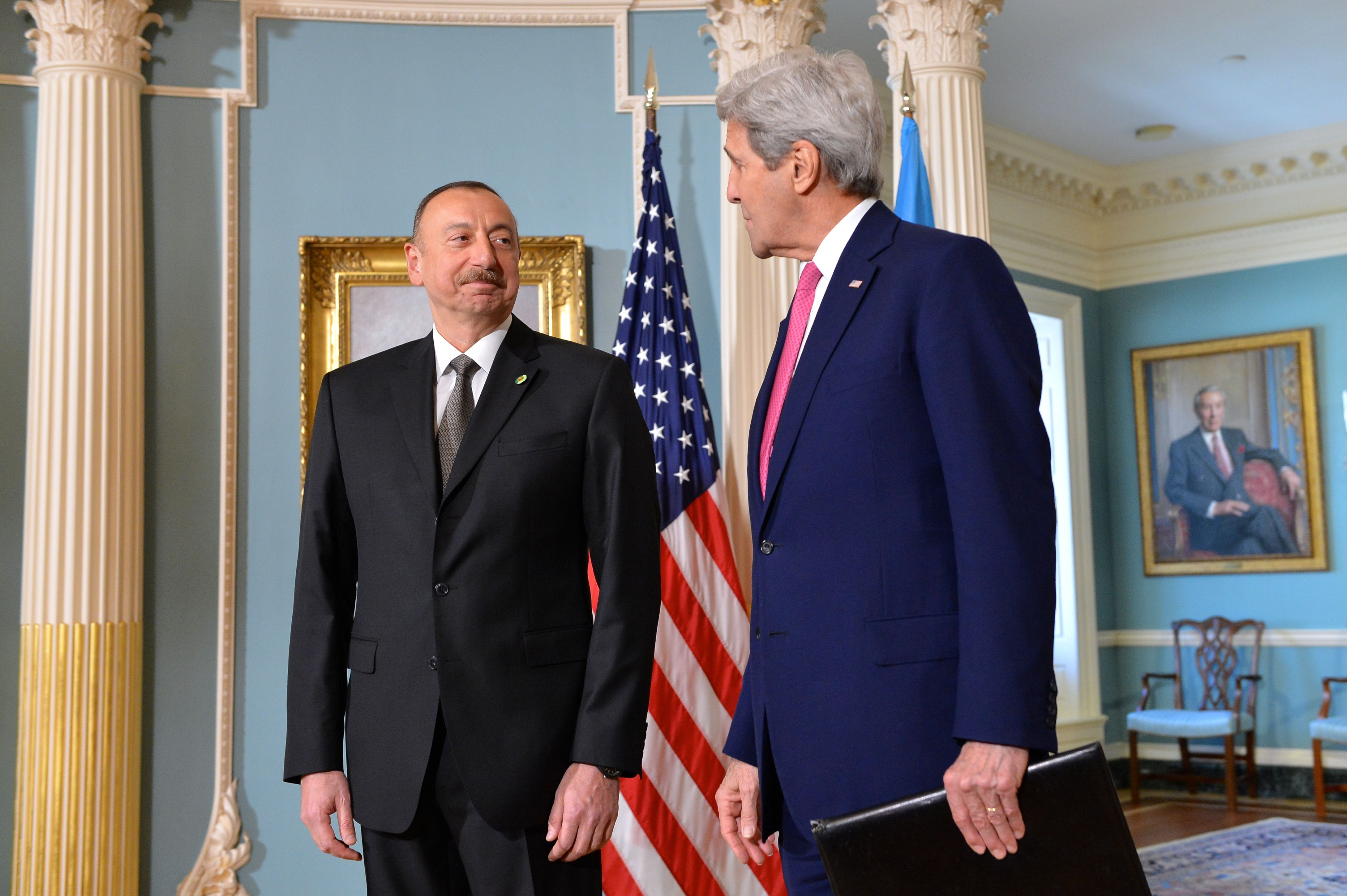
2016년 워싱턴 D.C.에서 존 케리 미국 국무장관과 만나는 알리예프 대통령

1994년 5월, 일함 알리예프는 아제르바이잔 국영 석유회사의 부사장으로 임명되었으며, 아제르바이잔 정부와 서방 석유회사 사이의 협상에서 주요 인물들 중 한명으로 참여했다. 다음해 알리예프는 국회의원으로 선출되었고, 그 후 국가 올림픽 위원회 위원장과 유럽 평의회 아제르바이잔 대표단의 단장이 되었다. 대통령 선거 2개월 전인 2003년 8월에 총리로 지명되었다. 10월에 병을 앓고 있던 헤이다르 알리예프는 대통령직에서 물러났으며 논란의 여지가 있는 움직임 속에 일함 알리예프를 신아제르바이잔당의 단독 대통령 후보로 임명했다.

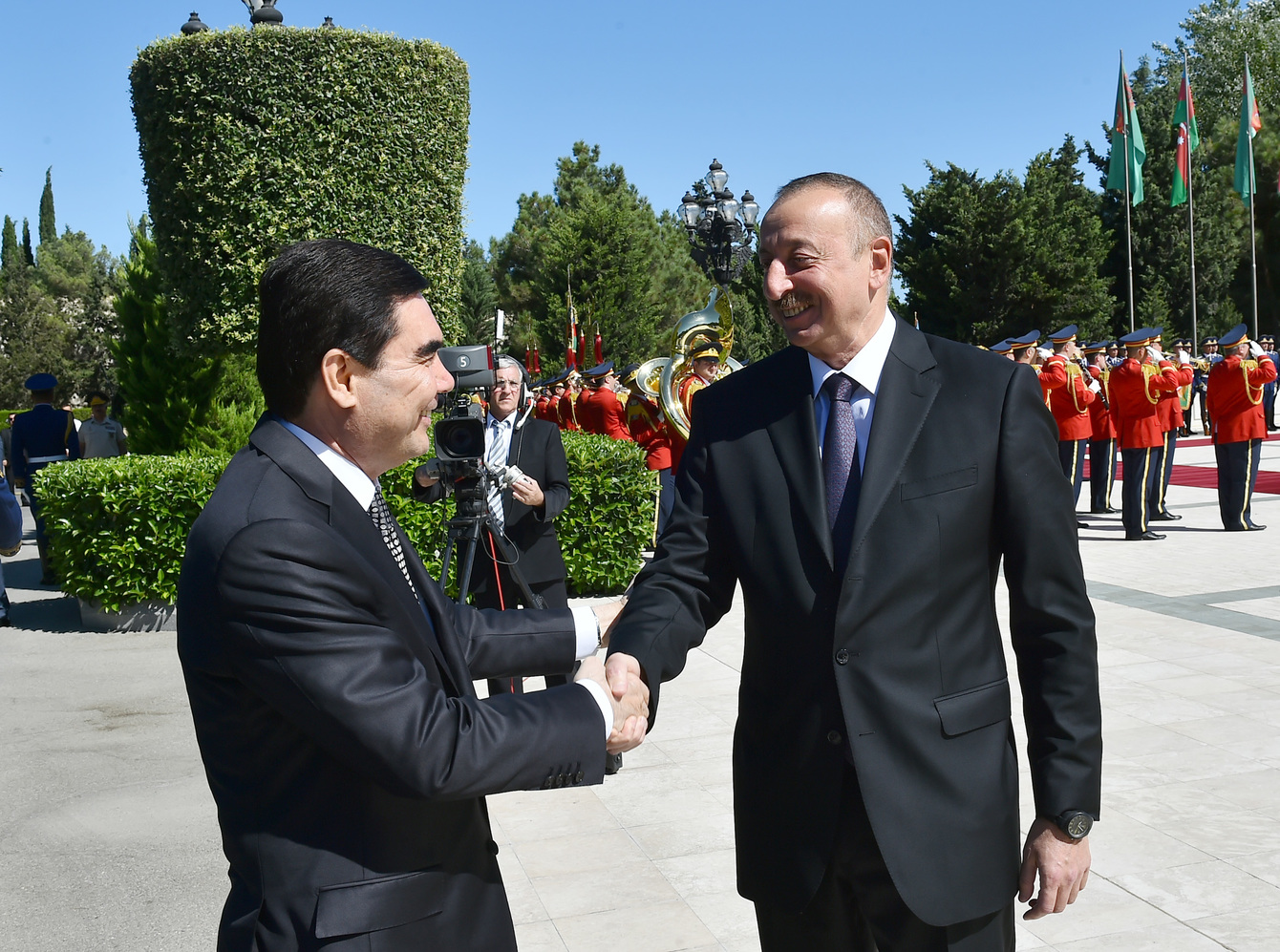
구르반굴리 베르디무하메도프 대통령과 맞이하는 알리예프 대통령

2003년 10월 15일에 열린 대통령 선거에서 일함 알리예프는 76.84%의 득표율로 승리했다.

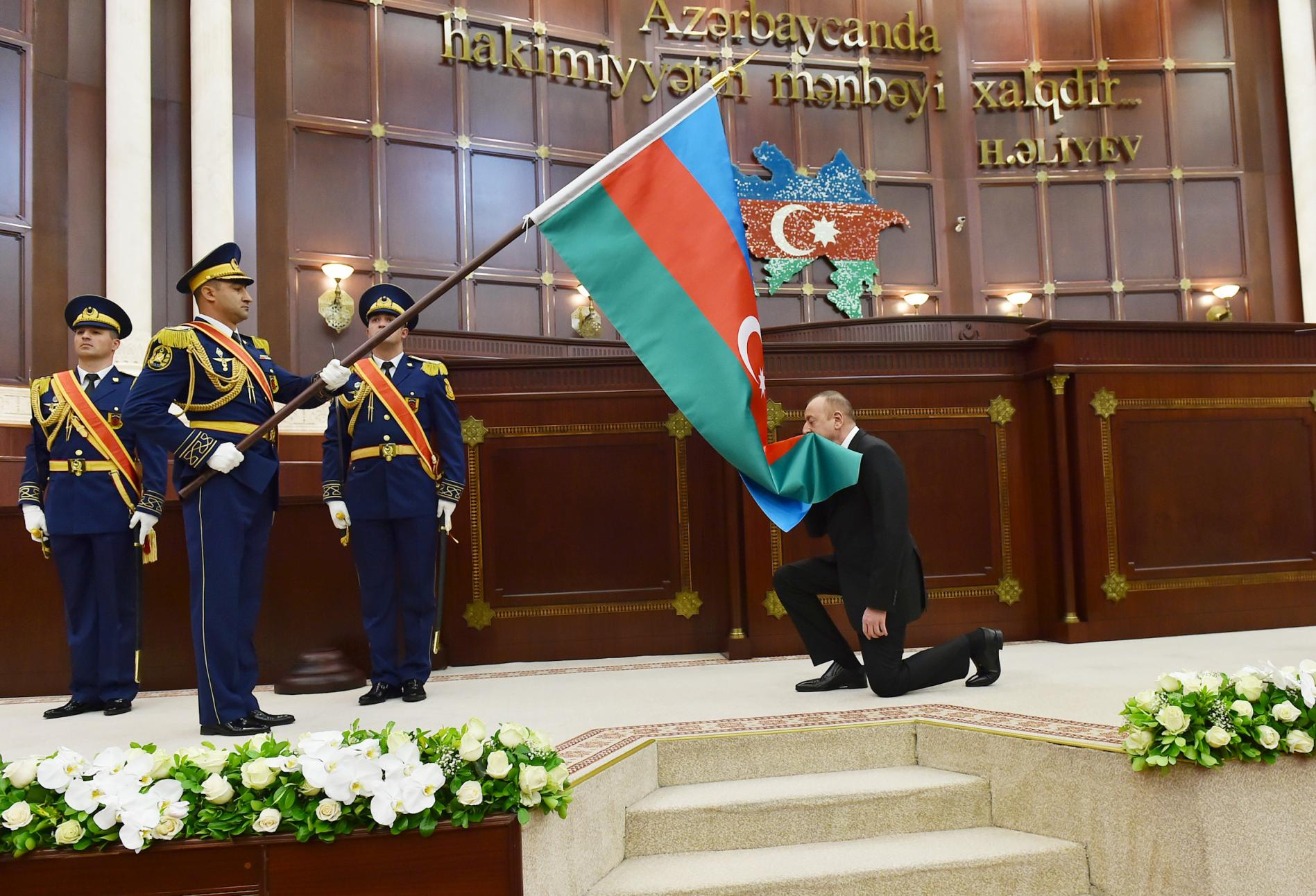
2018년 알리예프 대통령 취임식

2018년 4월 조기대선에서 알리예프 대통령이 86.02%의 압도적인 득표율로 4선에 승리했다. 또 임기가 5년에서 7년으로 연장되었다.

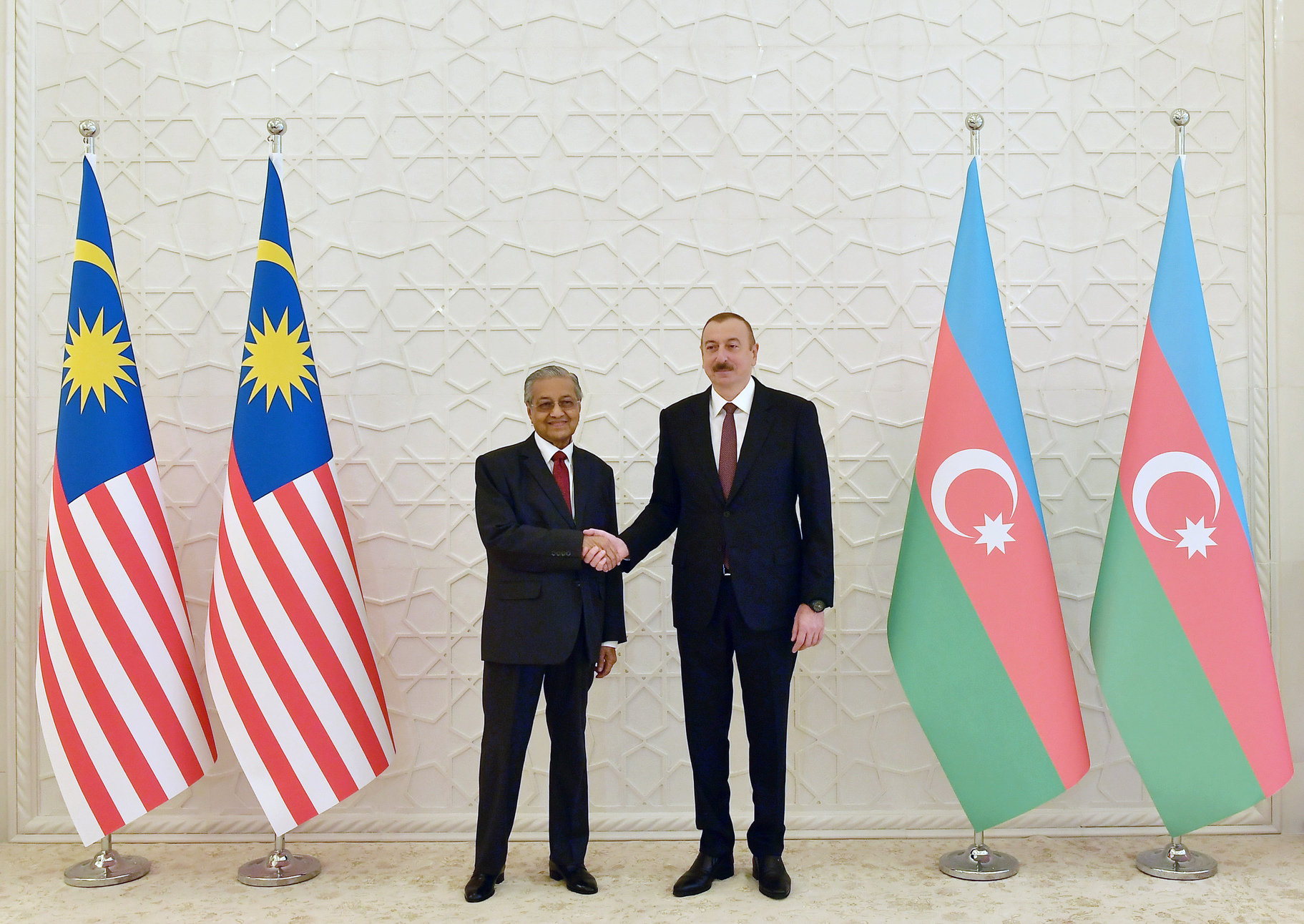
알리예프 대통령과 말레이시아의 총리 마하티르 빈 모하맛 (2019년 10월 26일)

2024년 2월 조기대선에서 알리예프 대통령이 92.12%의 득표율로 5선의 압도적인 승리를 거두었다.

## 역대 선거 결과
| 선거명      | 직책명                | 대수 | 정당             | 득표율 | 득표수      | 결과 | 당락 |
| ----------- | --------------------- | ---- | ---------------- | ------ | ----------- | ---- | ---- |
| 2003년 선거 | 아제르바이잔의 대통령 | 4대  | 신아제르바이잔당 | 75.38% | 1,860,346표 | 1위  |      |
| 2008년 선거 | 아제르바이잔의 대통령 | 4대  | 신아제르바이잔당 | 88.73% | 3,232,259표 | 1위  |      |
| 2013년 선거 | 아제르바이잔의 대통령 | 4대  | 신아제르바이잔당 | 84.54% | 3,126,113표 | 1위  |      |
| 2018년 선거 | 아제르바이잔의 대통령 | 4대  | 신아제르바이잔당 | 86.02% | 3,394,898표 | 1위  |      |
| 2024년 선거 | 아제르바이잔의 대통령 | 4대  | 신아제르바이잔당 | 92.12% | 4,577,693표 | 1위  |      |